# Laelia lyonsii
Laelia lyonsii es una especie de planta litofita que pertenece a la familia de las orchidaceae.Se encuentra en Cuba y Jamaica a elevaciones de nivel del mar hasta 800 metros en los bosques de los valles de montaña más secas con exposiciones sur en las rocas o en los árboles en lugares expuestos.

## Descripción
Es una orquídea de tamaño grande, con hábitos de litofita  con los pseudobulbos con reducción gradual cilíndrica alargada que llevan 2 hojas apicales, erectas y lineares. Florece en el verano posterior a través de una inflorescencia laxa con 10 a 25 flores en la inflorescencia racemosa florecida de 1,5 m  que llevan  flores fragantes, cerosas de larga duración.

## Distribución y hábitat
Se encuentra en Cuba y Jamaica a elevaciones de nivel del mar hasta 800 metros en los bosques de los valles de montaña más secas con exposiciones sur en las rocas o en los árboles en lugares expuestos.    

## Taxonomía
Laelia lyonsii fue descrita por (Lindl.) L.O.Williams y publicado en Darwiniana 5: 76. 1941.
Etimología
Laelia: nombre genérico que ha sido nombrado por "Laelia", una de las vírgenes vestales, o por el nombre romano de "Laelius", perteneciente a una antigua familia romana.
lyonsii: epíteto otorgado en honor del botánico Israel Lyons.  
Sinonimia
- Bletia lyonsii (Lindl.) Rchb.f.
- Schomburgkia carinata Griseb.
- Schomburgkia lyonsii Lindl.
- Schomburgkia lyonsii var. immaculata H.G.Jones
- Schomburgkia lyonsii f. immaculata (H.G.Jones) Christenson[3][4]